# Gian Francesco de Majo

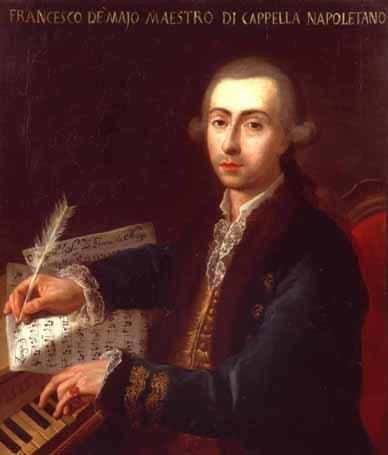
Gian Francesco de Majo

Gian Francesco de Majo apodado Ciccio (Nápoles, 24 de marzo de 1732 – Nápoles, 17 de noviembre de 1770) fue un compositor italiano, miembro de la escuela napolitana, que desarrolló su obra a mediados del siglo XVIII, perteneciendo por lo tanto al periodo del barroco tardío de la historia de la música.

## Biografía
Inició los estudios musicales con su padre, Giuseppe de Majo, y a continuación pasó a ser alumno de Gennaro Manna y Francesco Feo. 
Siendo todavía un adolescente, con 13 años, prestó servicio como segundo clavicémbalo en el Teatro de la Corte; y a los 15 años, trabajaba junto a su padre, que por aquel entonces ocupaba el puesto de director de la Capilla Real, como organista supernumerario sin derecho a paga, situación que se prolongó hasta el año 1750 en que falleció el primer organista, Pietro Filippo Scarlatti, recibiendo a partir de entonces el salario de un ducado al mes. Además de su labor como organista, a partir de 1749 compuso para la Capilla Real varias composiciones sacras.
El 17 de febrero de 1759 estrenó en Parma su primera ópera, Ricimiero, re dei goti, que ese mismo año se representó en Roma donde, según testimonia Goldoni en sus memorias, obtuvo una acogida triunfal.
Al inicio de 1760 contrajo la tuberculosis motivo por el cual no pudo musicar el libreto de Silvio Stampiglia Il trionfo di Camilla para el Teatro de San Carlos de Nápoles. Sin embargo, en junio del mismo año, presentó el poema dramático Astrea placata; y en noviembre la ópera Cajo Fabrizio en el San Carlos.
Entre 1761 y 1763 presentó sus obras en Livorno, Venecia y Turín, llegando a conocer al Padre Martini.
En 1764 se traslada a Viena, pues había recibido el encargo de componer una ópera para ser representada con ocasión de la coronación de José II de Austria como Emperador, finalizando el año en Mannheim.
En 1765 regresó a Italia representando en Turín la ópera con libreto de Vittorio Amedeo Cigna-Santi, Montezuma. En 1766 regresó a Nápoles, pero por poco tiempo, pues dentro del mismo año volvió a atravesar Italia para ir nuevamente a Mannheim, regresando a los pocos meses a Nápoles tras pasar unas semanas en Venecia y Roma. En agosto de 1767, y en dura competición con Niccolo Piccinni, obtuvo el puesto de maestro de capilla de la corte napolitana en sustitución de su propio padre, Giuseppe de Majo.
Durante este último periodo napolitano, las estrecheces financieras impidieron a Majo el desplazarse a las diferentes ciudades donde se estrenaban sus óperas. Siendo maestro de capilla, Gian Francesco volvió a la vieja tarea de componer música sacra. Por encargo de la reina María Carolina de Nápoles compuso la ópera Eumene, la cual iba a ser representada el 4 de noviembre de 1770 en el Teatro de San Carlos de Nápoles, pero a causa de un empeoramiento en la salud del compositor el estreno de la obra se trasladó a enero del año siguiente. Finalmente, Majo falleció el 17 de noviembre dejando terminado únicamente el primer acto, por lo que la partitura de Eumene fue acabada por los compositores Giacomo Insanguine y Pasquale Errichelli.

## Consideraciones musicales
Majo fue un compositor muy respetado entre sus contemporáneos. El propio Mozart, en la correspondencia a su hermana Nannerl, califica su música como muy bella; y para el escritor Wilhelm Heinse las melodías de Majo eran superiores a las de Pergolesi y Gluck.
Sus obras, en las que utiliza la estructura tradicional de la ópera seria, alcanzaron un éxito considerable gracias a su alto valor dramático, a la utilización de una música expresiva y a la modificación, en caso necesario, de la estructura de las arias. Al contrario que las mayoría de las óperas de su época, las obras de Majo presentan una rica variedad de coros, empleados prioritariamente en aquellas escenas compuestas de elementos heterogéneos. En los tratados del siglo XVIII es considerado uno de los tres compositores italianos, junto a Niccolò Jommelli y Tommaso Traetta, que reformaron la ópera seria, reforma que actualmente se atribuye a Gluck.
Así mismo, la música sacra de Majo presenta un nivel de alta calidad dramática, obtenida gracias a los recitativos acompañados y a unas impresionantes disonancias armónicas.

### Óperas
- Anexo: Óperas de Gian Francesco de Majo

### Óperas atribuidas
- Ifigenia in Aulide – Nápoles, ópera seria con libreto de Apostolo Zeno, (1762)
- Ezio – Venecia, ópera seria con libreto de Metastasio, (1769)
- Ulisse – Roma, ópera seria, (1769)
- L’eroe cinese - Nápoles, ópera seria con libreto de Metastasio, (1770)